# Lucien Cardin
Pour l’article homonyme, voir Cardin.
Louis Joseph Lucien Cardin (1er mars 1919-13 juin 1988) est un avocat et homme politique fédéral du Québec.

## Biographie
Né à Providence dans le Rhode Island, États-Unis, Lucien Cardin étudie au Collège Loyola et à l'Université de Montréal. Durant la Seconde Guerre mondiale, il sert dans la Marine royale du Canada. Il fut nommé au Barreau du Québec en 1950.
Élu député du Parti libéral du Canada dans la circonscription fédérale de Richelieu—Verchères lors d'une élection partielle déclenchée après la démission de Gérard Cournoyer en 1952, il fut réélu en 1953, 1957, 1958, 1962, 1963 et en 1965. Il démissionne en 1968 en raison de problèmes de santé et pour retourner à la pratique du droit.
Durant sa carrière politique, il a été ministre associé de la Défense nationale de 1963 à 1965, des Travaux publics en 1965 et de la Justice et procureur général du Canada de 1965 à 1967. Il est aussi secrétaire parlementaire du secrétaire d'État pour les Affaires extérieures de 1956 à 1957.
Cardin a été le premier politicien canadien à attirer l'attention publique sur l'affaire Gerda Munsinger.